# Le tre fontane

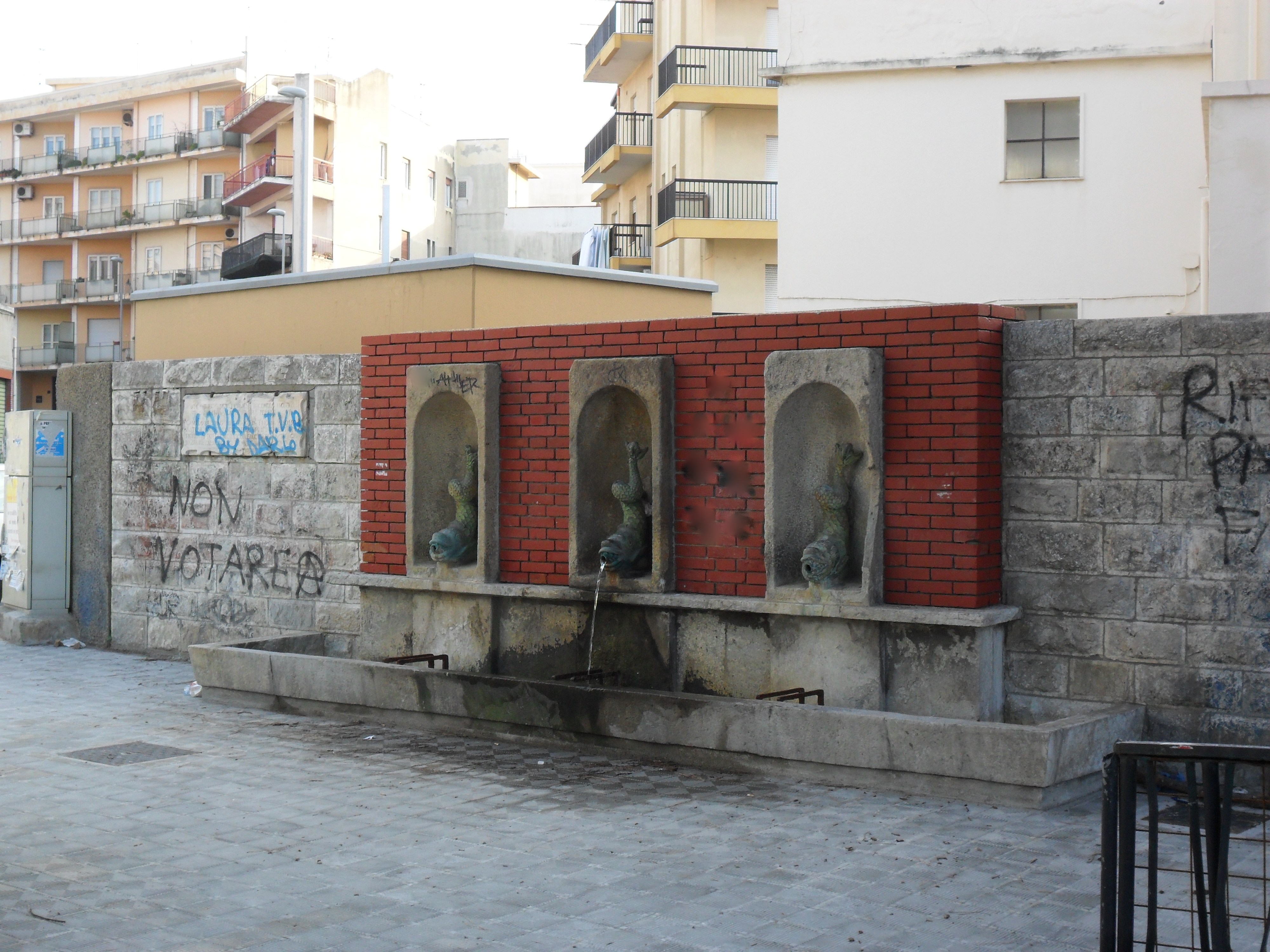
Le tre fontane.

Le tre fontane sono opere bronzee che si trovavano in cima alla scalinata di via Giudecca, una delle celebri "vie cannocchiale" della parte alta del centro storico di Reggio Calabria, in prossimità della storica villa della famiglia Nesci.

## Storia dell'antica fontana
Le famose Tre fontane, insieme alla gemella di piazza Castello, facevano parte di un lotto proveniente da un'opera monumentale un tempo collocata sul lungomare. In passato, infatti, l'approvvigionamento idrico della città di Reggio (ricca d'acqua grazie alle falde alimentate dai torrenti non ancora cementificati) avveniva in riva al mare, presso cui sorgevano almeno due grandi fontane. Una di esse, fontana Nuova (conosciuta pure come fontana della Pescheria), fu danneggiata dal terremoto del 1783, così durante i lavori di riedificazione si provvide a restaurarla. Le cinque bocche marmoree precedenti furono sostituite con le quattro bocche a forma di tritoni bronzei che oggi conosciamo. Successivamente al sisma del 1908, durante il quale l'edificio della fontana Nuova andò distrutto, le bocche bronzee furono collocate in due punti diversi della città: tre sono, appunto, le Tre fontane della zona collinare, mentre la rimanete fu sistemata in piazza Castello.
Attualmente, la piazzetta in cui è collocata la fontana non è accessibile a causa dei lavori di completamente dell'ultimo tratto del tapis roulant, che in futuro sarà la porta di accesso per un ascensore che condurrà nella sottostante via Possidonea.

## Descrizione
Il perimetro della fontana si appoggia alla cinta muraria della piazzetta, è caratterizzato dall'intreccio di masselli di Pietra di Lazzàro e mattonelle in cotto. È costituita da una grande vasca in pietra posta sul livello della strada nella quale viene immessa l'acqua tramite le bocche di tre tritoni bronzei posti in nicchie di pietra incastonate nella parete.